# AM 0500-620
AM 0500-620 (auch: ESO 119-27) ist ein interagierendes Galaxienpaar im Sternbild Schwertfisch am Südhimmel. Es ist 370 Millionen Lichtjahre entfernt. Das Paar besteht aus einer fast frontal stehenden Galaxie vom Hubble-Typ Sb (alternative Klassifikation: Sa mit ausgedehntem Material), die von einer kleineren Galaxie vom Typ S0 teilweise von hinten beleuchtet wird. Die kleinere Galaxie wurde ursprünglich als elliptisch klassifiziert, doch zeigen gute Aufnahmen, dass sie staubreiche, etwas verschwommene Spiralarme besitzt.